# 義江彰夫
義江 彰夫（よしえ あきお、1943年11月7日 - 2018年2月8日）は、日本の日本史学者。東京大学名誉教授。専門は中世史。文学博士（東京大学、1980年）（学位論文「鎌倉幕府地頭職成立史の研究」）。東京生まれ。

## 経歴
- 1966年3月　東京大学文学部国史学科卒業
- 1971年3月　東京大学大学院人文科学研究科博士課程満期退学[1]
- 1971年4月　北海道大学文学部助教授
- 1977年4月　東京大学教養学部助教授
- 1990年4月　東京大学教養学部教授
- 1996年4月　東京大学大学院総合文化研究科教授
- 2006年3月　定年退職
- 2006年4月　帝京大学経済学部教授
- 2006年6月　東京大学名誉教授
- 2007年7月　退職

## 家族・親族
- 妻：義江明子は古代史研究者。

## 単著
- 『鎌倉幕府地頭職成立史の研究』 東京大学出版会 1978
- 『日本通史』 1 歴史の曙から伝統社会の成熟へ　原始古代中世、山川出版社、1986
- 『神仏習合』 岩波新書 1996
- 『歴史学の視座 社会史・比較史・対自然関係史』 校倉書房 2002
- 『鎌倉幕府守護成立史の研究』 吉川弘文館、2009

## 編著
- 歴史の文法 東京大学出版会, 1997
- 歴史の対位法 山内昌之,本村凌二共編 東京大学出版会, 1998
- 古代中世の史料と文学 吉川弘文館, 2005
- 古代中世の社会変動と宗教 吉川弘文館, 2006
- 古代中世の政治と権力 吉川弘文館, 2006
- 十和田湖が語る古代北奥の謎 入間田宣夫,斉藤利男共編著 校倉書房, 2006